# Zeleni Slovenije
Zeleni Slovenije (deutsch: Grüne Sloweniens, kurz ZS) ist eine grüne Partei in Slowenien.

## Geschichte
Gegründet wurde die Partei am 11. Juni 1989 im Zuge der Demokratisierungswelle der osteuropäischen Staaten.
Bei den ersten beiden freien Parlamentswahlen im Jahr 1990 und 1992 schaffte die Partei den Einzug in die Staatsversammlung. Seit der Wahl 1996 schaffte sie aber nicht mehr den Sprung über die Vier-Prozent-Hürde und ist seitdem auch nicht mehr parlamentarisch vertreten. Bei der Wahl 2014 holte sie gerade einmal 0,5 Prozent.
Im März 2018 übernahm Andrej Čuš die Partei und benannte sie um in Andrej Čuš und die Grünen von Slowenien (Andrej Čuš in Zeleni Slovenije). Bei der Parlamentswahl 2018 konnte die Partei 1,09 % Prozent erreichen und zog damit nicht in die Slowenische Nationalversammlung ein. Nach der Wahl 2018 wurde die Partei wieder in Zeleni Slovenije umbenannt. 

## Programm
In ihrem Programm setzt sich die Partei unter anderem für folgendes ein:
- Förderung und Ausbau der erneuerbaren Energien
- in allen Haushalten soll fließendes Wasser in den Wasserleitungen zugänglich sein
- verwilderte Anbauflächen vom Staat sollen an Leute abgegeben werden, die diese Flächen beackern und so die Selbstversorgung erhöhen